# Sleepless Nights Stories

Sleepless Nights Stories est un film documentaire expérimental américain produit et réalisé par Jonas Mekas, sorti en 2011.

## Synopsis
De retour d'un voyage à Londres, incapable de trouver le sommeil, Jonas Mekas tourne en rond à 4 heures du matin dans son nouvel appartement rempli de cartons contenant toute sa vie. Il convoque une série d'histoires concernant des gens qu'il a rencontrés.

## Fiche technique
- Réalisation : Jonas Mekas
- Montage : Elle Burchill, Jonas Mekas
- Durée : 114 minutes
- Date de sortie : 15 décembre 2011

## Distribution partielle
- Jonas Mekas : narrateur
- Marina Abramovic
- Björk
- Louise Bourgeois
- Pip Chodorov
- Louis Garrel
- Harmony Korine
- Ken Jacobs
- Jean-Jacques Lebel
- Yoko Ono
- Patti Smith

## Production
Le film est constitué de séquences filmées par Jonas Mekas ou les membres de son équipe, montrant pour la plupart le cinéaste avec des amis ou connaissances. Des intertitres introduisent certaines histoires au début, ou des extraits de poèmes japonais vers la fin.
La structure s'inspire des Mille et Une Nuits.